# The Cookie Carnival
The Cookie Carnival, traducida como El Carnaval de las Galletas y El Carnaval de los pasteles, es un cortometraje animado de las Silly Symphonies de Disney creado en el año 1935. Es un corto cuya historia recuerda a Cenicienta en la cual una galleta de jengibre desea ser la reina del carnaval de las galletas, y homenaje al concurso de bañadores de Atlantic City.

## Trama
Los dulces que habitan la ciudad de Cookietown están celebrando un carnaval en donde desfilan varias mujeres quienes compiten para ser la reina del carnaval de las galletas. Lejos del carnaval, en donde parece ser los barrios bajos de la ciudad,un vagabundo de jengibre que estaba de camino para ver el desfile escucha los llantos desconsolados de una dulce y pobre mujer de jengibre. Esta le explica que a pesar de que ella quiere participar en el desfile, esta no puede al no tener ropa lo suficientemente bonita para llevar y no verse hermosa. Rápidamente, el hombre le anima y le hace un cambio de imagen radical creando un vestido con los diferentes dulces que encuentra cerca, haciendo lo mismo con su maquillaje, tiñiendo su pelo corto castaño a un color rubio al mismo tiempo que lo alarga y lo moldea para que quede recogido, finalizando con un gran lazo violeta que decora su vestido, maravillando a la chica, quien decide acudir al desfile como la concursante final.
Al llegar al desfile en el último minuto, y maravillando a todos los que asistieron al festival, los jueces, decepcionados con las candidatas que habían participado, declaran por unanimidad a la protagonista como la Reina de las Galletas y accidentalmente lo separan del hombre de jengibre que le había ayudado por una repentina oleada de gente que maravillada con ella, la llevan a su trono real, en donde le colocan una corona de oro en la cabeza. Viendo que ella necesita un rey, ellos le sugieren que eche un vistazo a los candidatos que han elegido para ella en numerosos actos de Vodevil, entre los cuales se encuentran un dúo de Bastoncillos de caramelo bailando Claqué, un par de viejas galletas bailando al ritmo del Barbershop, un par de afeminados pasteles de ángel, dos siniestros pasteles del Diablo, dos acrobáticos pasteles invertidos y tres galletas de ron borrachas, rechazando a todos con una sonrisa y negando con la cabeza. 
Los jueces, sin ningún otro pretendiente para la reina, le intentan ofrecer a la reina la posibilidad de casarse con uno o todos ellos, cuando de repente irrumpe el hombre de jengibre quien la había ayudado, el cual estaba siendo perseguido por los guardias por intentar ver el espectáculo mejor y accidentalmente empujar a varios de estos a la vez, enfadándolos. Los guardias lo golpean al suelo, rompiendo su sombrero de tal forma que parece una corona y arrancando la alfombra en donde se ocultó logrando parecer una capa de un rey. Justo cuando le van a dar otro golpe, la reina lo salva ordenando a los guardias que no golpearan a su rey, liberándolo de su castigo y uniéndose junto a ella como rey del carnaval. El corto finaliza con ambos personajes intentando besarse a escondidas a través de una piruleta, la cual se derrite por su amor apasionado exponiendo a ambos amantes al público.

## Personajes
- Vagabundo de jengibre (Doblado por Pinto Colvig): Un pobre hombre de jengibre que ayuda a una mujer de pan de jengibre dándole un cambio de imagen para que pueda participar en el carnaval de galletas y termina siendo el rey del carnaval en agradecimiento.
- Chica de jengibre (Miss Bonbon) (Doblada por Marcellite Garner):  Una entristecida y empobrecida mujer jengibre que desea participar en el desfile de galletas pero no puede debido a no tener un lindo vestido ni sentirse bella. Es ayudada por un vagabundo jengibre le hace un cambio de imagen completo, terminando como la reina del Carnaval de las Galletas. En una de las adaptaciones del cómic, ella es una verdadera princesa, pero decide hacerse pasar por una de las sirvientas del castillo para asegurarse de que su marido no la quiera solo por ser una princesa.
- Jueces del Carnaval de las galletas: Un trío de hombres de Jengibre cuyo trabajo es el de seleccionar a la candidata idónea para ser la reina del carnaval y de ayudar a la reina a elegir al rey del carnaval.
- Banda del Carnaval : Los miembros de la banda musical que desfilan al principio del carnaval, junto con las candidatas.
- Guardias de Jengibre – Un grupo de soldados de jengibre los cuales intentan arrestar al vagabundo de jengibre cuando este intenta ver el espectáculo de vodevil.

Candidatas para reina del carnaval
- Miss Peppermint: La primera concursante del carnaval.
- Miss Coconut
- Miss Banana Cake
- Miss Strawberry Blonde
- Miss Peach
- Miss Licorice
- Miss Pineapple : La penúltima concursante del carnaval
- Miss Orange Crush : La última concursante del carnaval antes de que Miss Bonbon se colara en el desfile. Ella no es visible, pero aparece su carruaje con su nombre.
- Miss Jello

Candidatos para rey del carnaval
- Los hermanos regaliz (Dandy Candy Kids): Un dúo de hombres de caramelo que bailan barbershop.
- Los dos bizcochos (Old Fashioned Cookies): Dos hombres de jengibre de mediana edad.
- Pasteles de cielo (Angel Food Cakes): Un dúo de afeminados y afables pasteles de cielo.
- Tartas del infierno (Devils Food Cakes): Un par de matones diabólicos que bailan a ritmo de Jazz y que a pesar de ser traviesos aseguran ser lo suficientemente buenos para conquistar el corazón de la reina de las galletas. En los cómics, uno de ellos actúa como el villano principal.
- Dos bombones (Upside Down Cakes): Un dúo de pasteles de chocolate que bailan mientras hacen el pino.
- Pasteles Borrachos (The Rum Cookies) : Un trío de pasteles borrachos que bailan erráticamente y tienen hipo.

## Producción
Pinto Colvig, también conocido como el actor de Goofy en estados unidos, provee la voz del hombre de jengibre. Si bien el género del Vodevil estaba de capa caída cuando se estrenó, la audiencia aun estaba familiarizada por los actos representados por las diversas galletas.
Cuando la mujer de jengibre recibe su cambio de imagen, pasa de ser una galleta a una chica humana (Esto es especialmente evidente cuando crean su vestido y maquillan sus mejillas). Esto podría convertirla en otro ejemplo temprano de personajes humanos visualmente realistas en cortometrajess de Disney, siendo una precursora del aspecto de Blancanieves en Blancanieves y los siete enanitos

## Adaptación al cómic
Este cortometraje tuvo una adaptación al cómic en algunas revistas de Disney llamada "Dulcilandia", la cual se publicó desde el 28 de abril hasta el 21 de julio de 1935. Las mayores diferencias que tiene con el cortometraje animado es que la chica realmente es la princesa de dulcilandia la cual pretende ser una sirvienta para mirar mejor como son los participantes en la realidad y el pastel del diablo tiene un papel antagónico, enfrentándose al hombre de jengibre por el amor de ella.